# 惠特兰 (怀俄明州)
惠特兰（英語：Wheatland）是美国怀俄明州的城鎮，也是普拉特縣的縣治所在地。该鎮的人口在2000年为3,548人，2010年有3,627，2011年则估计有3,680人。